# Rachael MacFarlane
Rachael Ann MacFarlane (Kent, 1976. március 21. –) amerikai színésznő, énekesnő. Legismertebb szerepei Hayley Smith az Amerikai faterből, 362-es a Jelszó: Kölök nem dedósból, illetve Kate Lockwell a StarCraft II videojátékból. Seth MacFarlane húga.

## Élete
A connecticuti Kentben született, Ronald Milton MacFarlane (1946-) és Ann Perry Sager (1947–2010) lányaként. Angol, skót és ír felmenőkkel rendelkezik.
MacFarlane a Boston Conservatory iskolában tanult, de nem fejezte be tanulmányait. Los Angelesbe költözött, hogy szinkronszínészi karriert folytasson.

## Karrierje
MacFarlane először a Johnny Bravo és a Dexter laboratóriuma című rajzfilmsorozatokban szólaltatott meg különféle szereplőket. Ezután a Cartoon Networkön folytatta karrierjét.
Seth MacFarlane megkérte őt, hogy segítsen neki a pilot epizódjában, amely végül a Family Guy lett. Rachael itt több szereplőt is megszólaltatott. Testvére azt mondta, hogy ez jól megy neki, így megkérte, hogy maradjon. Így MacFarlane Los Angelesbe költözött és beindult a karrierje. Eleinte csak a Family Guyban szinkronizált, majd dolgozott a Disney-nek és a Cartoon Network-nek is.
2012 szeptemberében kiadta első stúdióalbumát Hayley Sings címmel.
Férjével, Spencer Laudiero-val együtt több gyerekeknek szóló képeskönyvet is megjelentetett.

## Magánélete
Férje Spencer Laudiero animátor; két lányuk született.
2010. július 16.-án MacFarlane anyja, Ann Perry Sager rák következtében elhunyt.
Rachael szerint sok hasonlóság van közte és Hayley Smith között; elmondása szerint "ugyanazok a politikai nézeteink".

## Diszkográfia
- Hayley Sings (2012)

## Bibliográfia
- Eleanor Wyatt, Princess and Pirate (2018)
- Harrison Dwight, Ballerina and Knight (2019)